# 국회의원과 국회 상임위원장 간의 권한쟁의 사건
국회의원과 국회 상임위원장 간의 권한쟁의 사건은 한미FTA 비준관련 대한민국 헌법재판소 유명 판례이다.

## 사실관계
청구인들은 민주당 외교통상통일위원회('외통위') 소속 국회의원으로 외통위 위원장은 '한미FTA 비준동의안'을 포함한 6개 법안에 대해 제279회 국회 임시회 제2차 외통위 회의를 개의한다고 국회 홈페이지를 이용하여 공지하였고 청구인들은 공지한 회의 시각보다 일찍 또는 정각에 회의장 입구에 도착하였으나, 위원장은 이 사건 회의 개의 전에 질서유지권을 발동하여 회의장 출입문이 폐쇄되어 회의장에 입장하지 못하였다.
외통위 위원장은 외통위 회의실(국회본청 401호)에서 총 29인의 외통위 위원 중 한나라당 소속 위원 11인만 출석한 상태에서 이 사건 회의를 개의하여 이 사건 동의안의 상정， 제안설명， 검토보고 (서면대체)， 대체토론 순으로 회의를 진행한 후 이 사건 동의안을 법안심사소위원회에 회부하였고，정회를 선포한 다음， 이후 회의는 속개되지 아니하였다.
이에 청구인들은 위와 같이 외통위 위원장이 회의장의 출입문이 폐쇄된 상태에서 이 사건 회의를 개의하여 이 사건 동의안을 외통위에 상정한 행위 및 이 사건 동의안을 법안심사소위원회로 회부한 행위(이하 ‘이 사건 상정.회부행위'라 한다)로 말미암아 헌법 및 국회법에 의해 부여된 청구인들의 의안 심의.표결권이 침해되었다고 주장하면서 외통위 위원장과 국회의장을 상대로 위 권한침해의 확인 및 이 사건 상정 회부 행위의 무효 확인을 구하는 이 사건 권한쟁의심판을 청구하였다.

## 참고 문헌
- 2010.12.28. 2008헌라7[각하, 침해확인, 기각]
- 법률신문 2010-12-29 "한-미FTA 비준동의안 상정 무효는 아니다 보관됨 2014-11-04 - 웨이백 머신